# Erinnyis oenotrus
Erinnyis oenotrus (Cramer, 1780) è un lepidottero appartenente alla famiglia Sphingidae, diffuso in America Settentrionale, Centrale e Meridionale.

## Descrizione

### Adulto
L'ala anteriore risulta bruno-nerastra superiormente, con disegni grigi similari a quelli di E. crameri; tuttavia qui le aree chiare sono meno estese. È presente una zona pseudotriangolare più pallida a livello dell'apex. Nella femmina l'ala mostra geometrie nere su fondo bianco-grigiastro.

La pagina superiore dell'ala posteriore è di un colore arancione, più sfumato verso la zona basale; la fascia submarginale appare marrone, con un'area chiara in corrispondenza dell'angolo anale, così come in E. lassauxii f. merianae.

La pagina inferiore delle ali si presenta marroncina in ambo i sessi.

La parte inferiore dei palpi, del torace e dell'addome è più chiara rispetto ad E. crameri, e sugli sterniti addomiinali sono presenti due piccole macchie nere.

Le antenne sono filiformi e appena uncinate alle estremità, con una lunghezza pari a circa la metà della costa.

Nel genitale maschile, la harpe si mostra molto variabile sia in lunghezza, sia in larghezza, con una parte apicale lievemente ricurva, ed una punta smussata e triangolare.

L'apertura alare va da 73 a 86 mm.

Erinnyis oenotrus♀
Erinnyis oenotrus♀ △

### Larva
Il bruco ricorda molto quello di E. ello e può presentarsi in due forme cromaticamente distinte: una verde brillante ed una marroncina con striature grigiastre. Il cornetto caudale è molto ridotto ed assume una forma a "flap".

### Pupa
La crisalide è anoica, lucida e giallo-arancione, con striature nere sulla parte dorsale, macchie nere nella parte ventrale ed un cremaster poco sviluppato. Si può rinvenire entro un bozzolo posto a scarsa profondità nella lettiera del sottobosco. La fase pupale dura circa quattordici giorni.

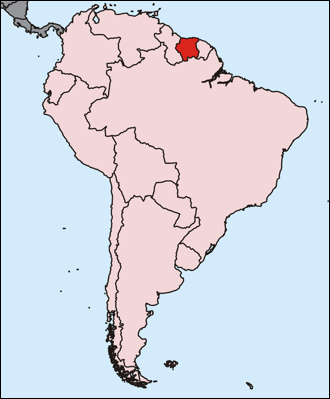
Localizzazione geografica del Suriname, locus typicus della specie

## Distribuzione e habitat
L'areale di questa specie si estende a cavallo tra l'ecozona neotropicale, e quella neartica, comprendendo l'Argentina (Buenos Aires, Córdoba, Jujuy, Misiones, Salta, Tucumán), la Bolivia (Beni, Cochabamba, La Paz, Santa Cruz), il Brasile (Mato Grosso), la Colombia, la Costa Rica, Cuba, l'Ecuador, la Giamaica, la Guadalupa, il Guatemala, il Messico, il Paraguay (Alto Paraguay, Alto Paraná, Amambay, Boquerón, Caaguazú, Canindeyú, Caazapá, Central, Concepción, Cordillera, Guairá, Itapúa, Paraguarí, Presidente Hayes, San Pedro), il Perù, Porto Rico, la Repubblica Dominicana, gli Stati Uniti (occasionalmente Florida, Texas meridionale), il Suriname, li Venezuela.
L'habitat è rappresentato da foreste tropicali, dal livello del mare fino a zone collinari.

## Biologia

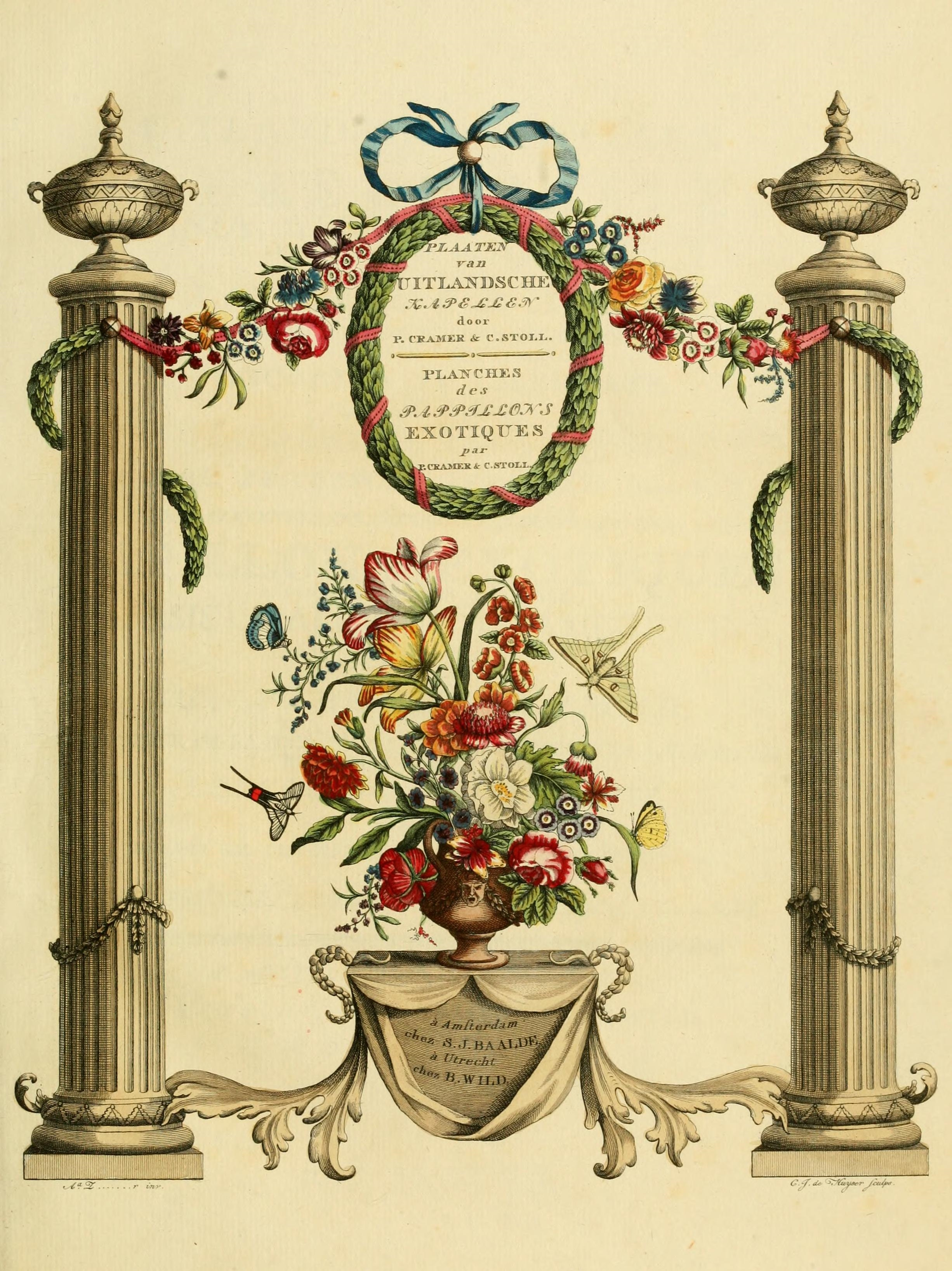
Secondo frontespizio del primo volume del "De uitlandsche kapellen: voorkomende in de drie waereld-deelen Asia, Africa en America", dell'entomologo olandese Pieter Cramer (1721-1776), che per primo descrisse la specie

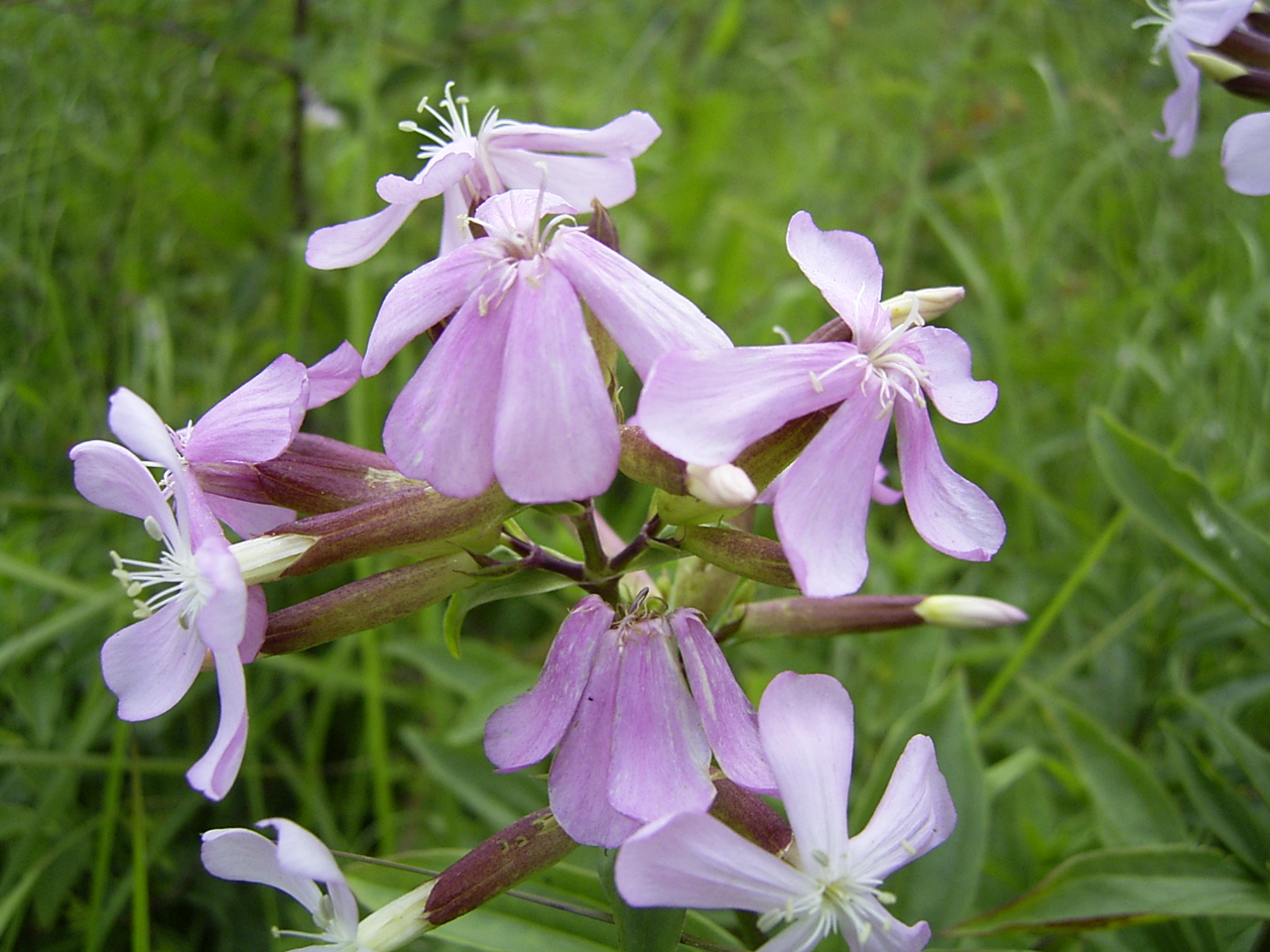
Infiorescenza di Saponaria officinalis

Durante l'accoppiamento, le femmine richiamano i maschi grazie ad un feromone rilasciato da una ghiandola, posta all'estremità dell'addome.

### Periodo di volo
Gli adulti sono rinvenibili tutto l'anno nella fascia tropicale dell'areale, mentre si possono occasionalmente catturare più a nord, solo nei mesi estivi.

### Alimentazione
Gli adulti si nutrono, durante la notte, del nettare di varie specie tra cui Saponaria officinalis L. (Saponaria, Caryophyllaceae):
I bruchi attaccano le foglie di membri delle Apocynaceae, tra cui Forsteronia spicata (Jacq.) G. Mey.

## Tassonomia

### Sottospecie
Allo stato attuale non sono riconosciute sottospecie.

### Sinonimi
Sono stati riportati cinque sinonimi:
- Anceryx piperis Boisduval, 1875 - Hist. nat. Ins., Spec. gén. Lépid. Hétérocères, 1: 131 (sinonimo eterotipico)[7]
- Dilophonota hippothoon Burmeister, 1878 - Descr. phys. Rép. Arg. 5: 333. - Locus typicus: vicinanze di Buenos Aires (sinonimo eterotipico)[8]
- Erinnyis melancholica Grote, 1865 Proc. Ent. Soc. Philad. 5: 77, pl. 2, f. 4, - Locus typicus; Cuba (sinonimo eterotipico)[9]
- Sphinx oenotrus Cramer, 1780 - Uitl. Kapellen 4 (25-26a): pl. 301, f. C, (index) 251 - Locus typicus: Suriname (sinonimo omotipico; basionimo)[1]
- Sphinx penaeus Fabricius, 1787 - Mantissa insectorum 2: 93. - Locus typicus: America meridionale (sinonimo eterotipico)[10]